# Tajný život ptáků
Tajný život ptáků (The Secret Life of Birds) je britský dokumentární seriál prováděný Iolem Williamsem. Seriál zobrazuje všechny různé situace ze života ptáků (přežití v drsné zimě, unikání predátorům…) a zjišťuje, jak se ptáci naučili létat, odhaluje stavbu jejich těla atd. Premiéru měl seriál na televizi BBC. V Česku je vysílán např. na Viasat Nature.